# Planetary Health Diet
Die Planetary Health Diet (PHD) ist ein wissenschaftlich fundierter Speiseplan, der gleichermaßen die Gesundheit des Menschen wie die des Planeten schützt. Entwickelt wurde er von einem internationalen Team von Wissenschaftlern, der EAT-Lancet Commission. Sie suchten eine Antwort auf die Frage, wie sich im Jahr 2050 10 Milliarden Menschen auf diesem Planeten gesund und nachhaltig ernähren können. Ihre Empfehlungen wurden erstmals 2019 veröffentlicht.

## Bericht der EAT-Lancet Commission
In ihrem Bericht skizziert die EAT-Lancet Commission zunächst die Probleme der Ausgangssituation. Danach ist die weltweite Ernährung der stärkste Hebel, um einerseits eine nachhaltige Entwicklung unserer Umwelt zu gewährleisten und andererseits Fehl-, Mangel- und Überernährung zu vermeiden.

Entwicklung der Weltbevölkerung nach Einschätzung der UNO, Stand 2022

Das Ziel ist eine ausgewogene und gesunde Ernährung für eine Weltbevölkerung von 10 Milliarden Menschen im Jahr 2050. Dabei soll die Produktion der Lebensmittel eine möglichst geringe Umweltbelastung darstellen.
Die Empfehlungen gehen beispielhaft von einem täglichen Energiebedarf von 2500 kcal aus. Er soll weit überwiegend durch pflanzliche Lebensmittel gedeckt werden, mit kleinen Ergänzungen von Fisch, Fleisch und Milchprodukten. Nach der Zusammensetzung der Lebensmittel könne man auch von einer flexitarischen Ernährungsform sprechen.
Die Autoren betonen, dass es sich hier um eine allgemeine Empfehlung handelt. Die tatsächliche Ernährungsform muss jeweils an die lokalen kulturellen, geografischen und demografischen Gegebenheiten angepasst werden. Ebenso sind die individuellen Bedürfnisse des Einzelnen zu berücksichtigen.
Die Transformation hin zu einer besseren Ernährungsform wird sich in den verschiedenen Regionen ganz unterschiedlich darstellen. Global muss sich beispielsweise der Verzehr von rotem Fleisch um mehr als 50 % reduzieren. Bei Ethnien, deren Existenz auf pastoraler Viehzucht beruht, wird dies nicht möglich sein. Ferner sind Teile der globalen Bevölkerung so sehr unterernährt, dass eine optimale Versorgung ausschließlich mit pflanzlicher Kost schwierig ist.

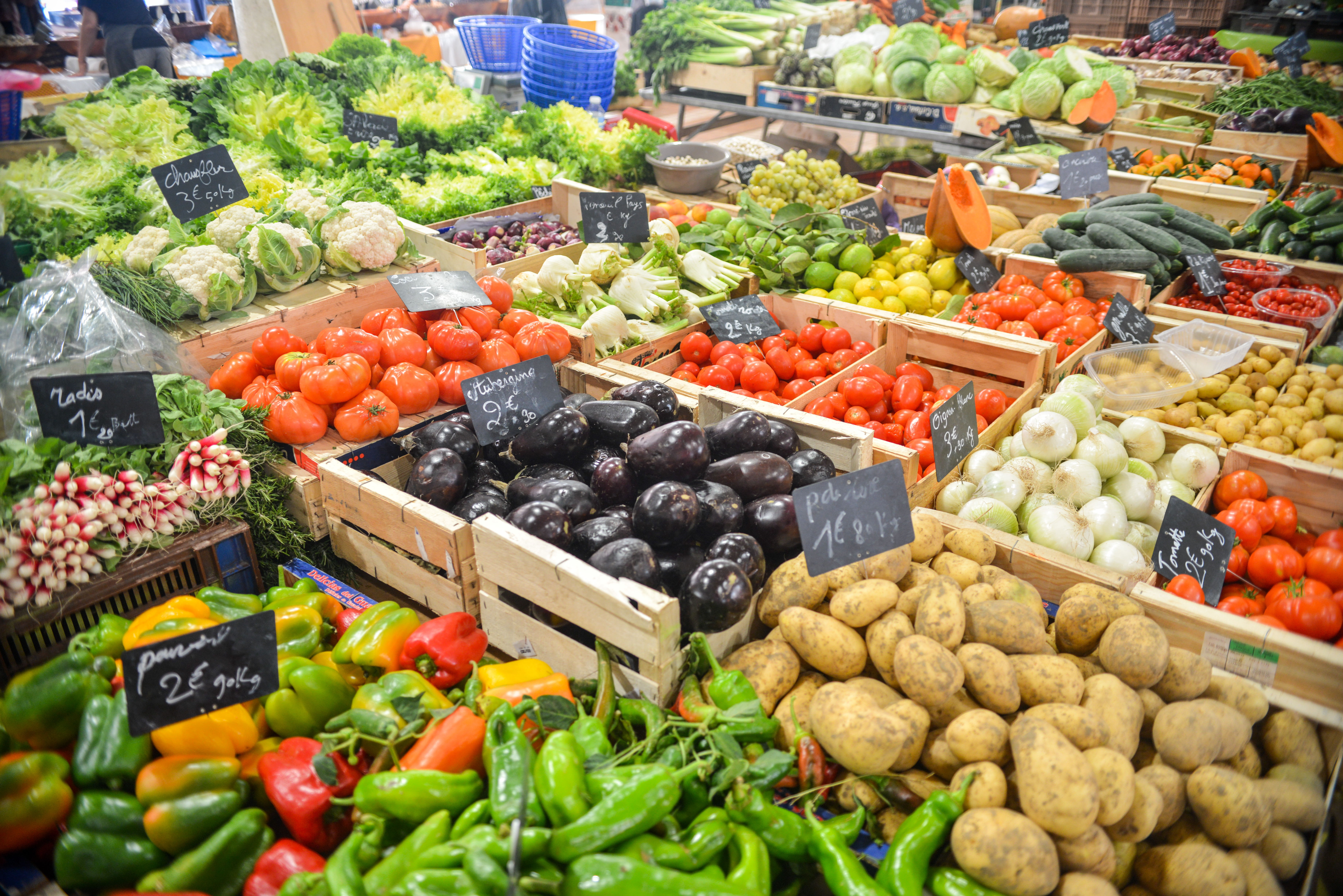
Gemüse stellt den größten Gewichtsanteil

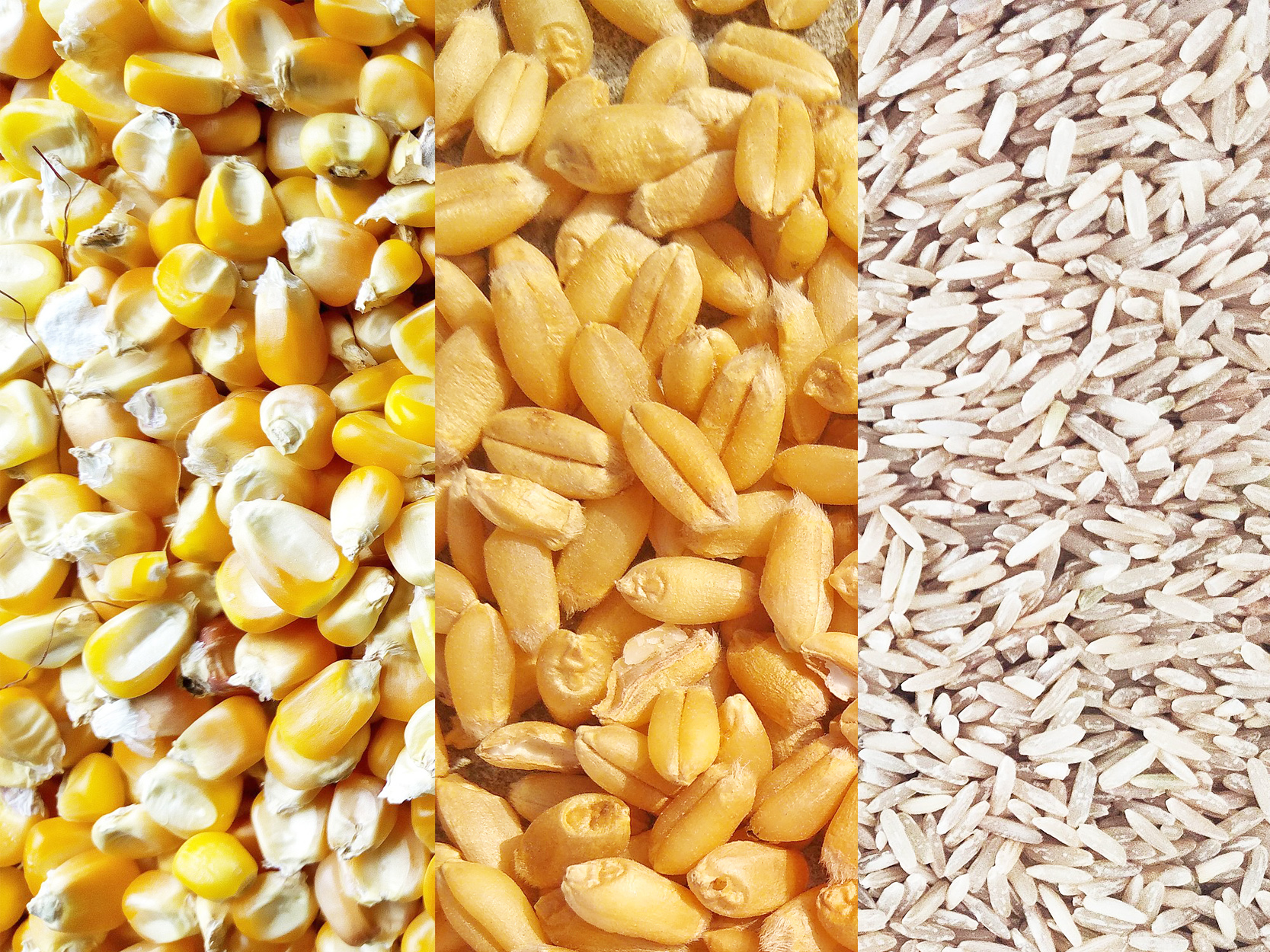
Vollkorngetreide stellt den größten Energieanteil

Ziele im Hinblick auf die menschliche Ernährung:
| Lebensmittel                                         | Menge pro Tag (g) | Energie pro Tag (kcal) | Energie pro Tag (%) |
| ---------------------------------------------------- | ----------------- | ---------------------- | ------------------- |
| Vollkornprodukte (Reis, Weizen, Mais u. a.)          | 232               | 811                    | 32                  |
| Knollen und stärkehaltiges Gemüse (Kartoffeln u. a.) | 50                | 39                     | 2                   |
| Gemüse                                               | 300               | 78                     | 3                   |
| Obst                                                 | 200               | 126                    | 5                   |
| Milchprodukte (Vollmilch o. ä.)                      | 250               | 153                    | 6                   |
| Fleisch (ohne Geflügel)                              | 14                | 30                     | 1                   |
| Geflügel                                             | 29                | 62                     | 3                   |
| Eier                                                 | 13                | 19                     | 1                   |
| Fisch                                                | 28                | 40                     | 2                   |
| Eiweißhaltiges Gemüse (Hülsenfrüchte)                | 75                | 284                    | 11                  |
| Nüsse                                                | 50                | 291                    | 12                  |
| zusätzliche Öle mit ungesättigten Fettsäuren         | 40                | 354                    | 14                  |
| zusätzliche Öle mit gesättigten Fettsäuren           | 12                | 96                     | 4                   |
| zusätzlicher Zucker                                  | 31                | 120                    | 5                   |

Ziele im Hinblick auf die Produktion von Lebensmitteln:
Für die umweltbelastenden Auswirkungen der landwirtschaftlichen Produktion werden Grenzen für sechs Schlüsselbereiche des Erdsystems definiert. Sie beziehen sich auf Treibhausgasemission, Landverbrauch, Wasserverbrauch, Anwendung von Stickstoff und Phosphor, sowie den Verlust an Biodiversität.
| Bereich des Erdsystems   | Kontrollparameter       | Höchstgrenze                        | Zielbereich             |
| ------------------------ | ----------------------- | ----------------------------------- | ----------------------- |
| Klimawandel              | Treibhausgasemissionen  | 5 Gt CO2Äquivalente/Jahr            | 4,7–5,4 Gt CO2Äquiv./J. |
| Landverbrauch            | Ackerland               | 13 Mio. km²                         | 11–15 Mio. km²          |
| Süßwasser                | Wasserverbrauch         | 2500 km³/Jahr                       | 1000–4000 km³/Jahr      |
| Stickstoffkreislauf      | Stickstoffdüngung       | 90 Tg N/Jahr                        | 65–130 Tg N/Jahr        |
| Phosphorkreislauf        | Phosphatdüngung         | 8 Tg P/Jahr                         | 6–16 Tg P/Jahr          |
| Verlust an Biodiversität | Artensterben-Extinktion | 10 Extinction/Million Species Years | 1–80 E/MSY              |

Um die Ziele beider Aktionsfelder zu erreichen, wird eine Strategie in fünf Punkten dargestellt:
- Internationale Verpflichtungen zu einer Transformation zur gesunden Ernährung
- Neuorientierung der landwirtschaftlichen Produktion, weg von der Masse, hin zu gesunden Lebensmitteln
- Nachhaltige Intensivierung der Lebensmittelproduktion
- Internationale Überwachung der Landflächen und Ozeane, keine Ausdehnung landwirtschaftlich genutzter Flächen, keine Übernutzung der Ozeane
- Reduktion der Lebensmittelverschwendung auf mindestens die Hälfte

In einem Schlusswort wird darauf hingewiesen, dass die Versorgung der Weltbevölkerung mit Lebensmitteln eine der entscheidenden Aufgaben des 21. Jahrhunderts sein wird. Um diese Aufgabe zu meistern ist sofortiges und entschlossenes Handeln erforderlich.

## Vorschläge zur Umsetzung und Anpassung der Planetary Health Diet im deutschsprachigen Raum

### Deutsche Gesellschaft für Ernährung
Die Deutsche Gesellschaft für Ernährung (GDE) nahm 2022 in einem Positionspapier Stellung zur PHD und vergleicht die darin enthaltenen Ernährungsempfehlungen mit ihren eigenen Food-Based-Dietary-Guidelines (FBDG). Zunächst wird festgestellt, dass die beiden Empfehlungen auf unterschiedlichen Zielsetzungen beruhen. (Das Ziel der DGE-Empfehlungen war damals ausschließlich die vollständige und gleichzeitig optimale Versorgung der erwachsenen Bevölkerung mit Nährstoffen, während die PHD den umweltpolitischen Ansatz der Nachhaltigkeit hat und auch für Kinder ab 2 Jahren gelten soll.) Gerade für Heranwachsende sieht die DGE in ihrer Stellungnahme eine zu geringe Kalzium-Versorgung und hält deshalb höhere Mengen an Milchprodukten für notwendig. Auch sei der tägliche Energiebedarf von 2500 kcal für die Lebensbedingungen in Deutschland zu hoch angesetzt. Was den Verzehr von Fleisch, Getreideprodukten, Gemüse und Hülsenfrüchten angeht, sind die Unterschiede in den  Empfehlungen gering. Es wird darauf hingewiesen, dass nicht der Unterschied zwischen beiden Empfehlungen, sondern der Unterschied des tatsächlichen Ernährungsverhaltens zu beiden Empfehlungen die eigentliche Herausforderung darstelle. In ihrem Positionspapier von 2024 erklärt die DGE die Notwendigkeit, Umweltbilanzen von Lebensmitteln in ihre Methodik mit einzubeziehen. Die Umweltlast von Lebensmitteln ist seitdem ein Kriterium der Ernährungsempfehlungen der DGE.

### WWF Deutschland
Der WWF-Deutschland gab 2021 eine Studie in Auftrag zur Beantwortung der Frage, wie die PHD an die Ernährungsgewohnheiten in Deutschland anzupassen sei. Das Ergebnis war die Besseresser:innen-Studie in drei Teilen.
Teil 1  befasst sich mit den weltweiten Auswirkungen der Ernährungsgewohnheiten auf Klima und Flächenbedarf: Für die Ernährung der Deutschen wird eine weltweite Fläche von 16 Millionen Hektar benötigt. 75 % dieser Fläche dient dem Anbau von Futtermitteln. Unsere Ernährung führt zu einer Emission von 2,5 t CO2–Äquivalenten pro Person und Jahr. Zwei Drittel dieser Emissionen sind auf den Verzehr von Fleisch zurückzuführen.
Teil 2 betrachtet den Wasserverbrauch der für die Produktion unserer Lebensmittel ausgelöst wird. Für die derzeitige Ernährung wurde ein Wasserverbrauch von 29 m³ pro Person und Jahr ermittelt. Für die Empfehlungen der EAT-Lancet-Kommission bei flexitarischer oder vegetarischer Ernährung 39 m³ und 45 m³ für eine vegane Ernährungsweise. Grund ist, dass bestimmte pflanzliche Lebensmittel beim Anbau bewässert werden müssen. Sie stammen häufig aus Regionen außerhalb Deutschlands, in denen ohnehin Wasserknappheit herrscht. Futtermittel stammen dagegen überwiegend aus heimischem Anbau ohne Bewässerung. Daher kann ein in Deutschland steigender Konsum von Obst, Gemüse und Nüssen auch zu einem höheren Wasserknappheitsfußabdruck in den Anbauländern führen. Besonders problematisch ist hierbei die Vorliebe der Deutschen für Zitrusfrüchte und Mandeln.
Teil 3 behandelt den Zusammenhang zwischen Ernährung und Biodiversität.  Weltweit ist Landwirtschaft die Ursache für 70 % des Verlustes an biologischer Vielfalt und 80 % der Entwaldung. Die Produktion tierischer Lebensmittel verursacht 77 % des Verlustes an Biodiversität. Sojaanbau als Futtermittel ist dabei das größte Problem.
Ausgehend von der PHD stellt der WWF Deutschland fest: Die Deutschen ernähren sich zu kalorienreich, sie essen zu viel tierische Produkte wie Fleisch, Wurst, Milch und Käse. Im Gegenteil müsste viel mehr Gemüse, zur Deckung des Eiweißbedarfs vor allem Hülsenfrüchte gegessen werden. Zitrusfrüchte sollten durch heimisches Obst, Mandeln durch Sonnenblumenkerne ersetzt werden. Von der Politik fordert der WWF Deutschland eine höhere Selbstversorgungsquote durch die heimische Landwirtschaft sowie eine lückenlose Überwachung der Lieferketten.

## Weitere öffentliche Diskussion
Während die Planetary Health Diet in wichtigen Medien, bei NGOs, Behörden und Vereinen (Slow Food Deutschland) auf ein positives Echo stieß, war in sozialen Netzwerken eine Gegenbewegung festzustellen. The Lancet konnte zeigen, dass unter dem Hashtag #yes2meat bereits vor der Veröffentlichung der EAT-Lancet Commission eine hohe Zahl von Tweets beobachtet werden konnte, die sich für den Fleischkonsum aussprachen. Nach der Veröffentlichung folgten unsachliche Argumente sowie Diffamierungen der beteiligten Forscher und Autoren. Dem Guardian liegen Dokumente vor, die belegen, dass es sich dabei um eine Kampagne der Fleischindustrie handelte.